# Final de Ascenso 2001-02
La Final de Ascenso 2001-02 fue una llave de definición en la cual se enfrentó el campeón del Torneo Invierno 2001: Veracruz, contra el campeón del Torneo Verano 2002: San Luis, disputándose en partidos de ida y vuelta, para determinar al equipo que ascendería a la Primera División.

## Sistema de competición
Disputarán el ascenso a la Primera División los campeones de los Torneos Invierno 2001 y Verano 2002. El Club con mayor número de puntos en la Tabla General de Clasificación de la Temporada 2001-2002, (tabla que suma los puntos obtenidos por los Clubes participantes durante ambos Torneos) y tomando en cuenta los criterios de desempate establecidos en el reglamento de competencia, será el que juegue como local el partido de vuelta, eligiendo el horario del mismo.
El Club vencedor de la Final de Ascenso a la Primera División será aquel que en los dos partidos anote el mayor número de goles, criterio conocido como marcador global. Si al término del tiempo reglamentario el partido está empatado, se agregarán dos tiempos extras de 15 minutos cada uno. De persistir el empate en estos periodos, se procederá a lanzar tiros penales, hasta que resulte un vencedor.
Si el Club vencedor es el mismo en los dos Torneos, se producirá el ascenso automáticamente.

## Información de los equipos
| Equipo   | Entrenador        | Estadio                 | Ciudad                           | Capacidad |
| -------- | ----------------- | ----------------------- | -------------------------------- | --------- |
| San Luis | Juan Antonio Luna | Alfonso Lastras Ramírez | San Luis Potosí, San Luis Potosí | 30 000    |
| Veracruz | Pablo Centrone    | Luis "Pirata" Fuente    | Veracruz, Veracruz               | 30 000    |

## Partidos

### San Luis-Veracruz
| 23 de mayo de 2002, 16:00 | Veracruz    | 1:1 (1:0) | San Luis       | Estadio Luis "Pirata" Fuente, Veracruz, Veracruz                |                                                                 |
|                           | Melillo 14' |           | Santibáñez 54' | Asistencia: 19 000 espectadores Árbitro(s): Edgar Ulises Rangel | Asistencia: 19 000 espectadores Árbitro(s): Edgar Ulises Rangel |

| 26 de mayo de 2002, 12:00                  | San Luis                                | 3:1 (1:0) | Veracruz   | Estadio Alfonso Lastras Ramírez, San Luis Potosí, San Luis Potosí  |                                                                    |
|                                            | de Faria 12' · Mendoza 48' · García 88' |           | Juárez 70' | Asistencia: 22 000 espectadores Árbitro(s): Gilberto Alcalá Pineda | Asistencia: 22 000 espectadores Árbitro(s): Gilberto Alcalá Pineda |
| San Luis Campeón de Ascenso 2001-02 (4:2). |                                         |           |            |                                                                    |                                                                    |

| Campeón de Ascenso 2001-02     |
| ------------------------------ |
|                                |
| San Luis                       |
| 1° Título                      |
| Asciende a la Primera División |